# Emberizoides herbicola
Az Emberizoides herbicola  a madarak osztályának verébalakúak (Passeriformes) rendjébe és a tangarafélék (Thraupidae) családjába tartozó  faj.

## Rendszerezése
A fajt Louis Pierre Vieillot francia ornitológus írta le 1817-ben, a Sylvia nembe Sylvia herbicola néven.

## Alfajai
- Emberizoides herbicola apurensis Gilliard, 1940
- Emberizoides herbicola herbicola (Vieillot, 1817)
- Emberizoides herbicola hypochondriacus Hellmayr, 1906
- Emberizoides herbicola lucaris Bangs, 1908
- Emberizoides herbicola sphenurus (Vieillot, 1818)[2]

## Előfordulása
Costa Rica, Panama, Argentína, Bolívia, Brazília, Francia Guyana, Guyana, Paraguay, Peru, Suriname, Uruguay és Venezuela területén honos.
Természetes élőhelyei a szubtrópusi és trópusi gyepek, szavannák és cserjések, valamint másodlagos erdő. Állandó, nem vonuló faj.

## Megjelenése
Testhossza 21 centiméter.

## Természetvédelmi helyzete
Az elterjedési területe rendkívül nagy, egyedszáma ugyan csökken, de még nem éri el a kritikus szintet. A Természetvédelmi Világszövetség Vörös listáján nem fenyegetett fajként szerepel.